# N-Etylokarbazol
N-Etylokarbazol – organiczny związek chemiczny, pochodna karbazolu, drażniący bojowy środek trujący z grupy sternitów. Zastosowany po raz pierwszy przez Niemcy w lipcu 1918 roku w bitwie nad Marną.
Otrzymuje się go poprzez etylowanie karbazolanu potasu siarczanem dietylu w chlorobenzenie w temperaturze 100 °C.
N-Etylokarbazol jest nierozpuszczalny w wodzie i dość odporny na jej działanie. Prężność par tego związku wynosi 0,02 mmHg (75 °C). Działa drażniąco na drogi oddechowe. Stosowany był w błękitnym krzyżu (do 50%) z difenylochloroarsyną, a czasem dodatkowo z fenylodichloroarsyną pełniącą rolę rozpuszczalnika.